# 烏達-克洛科喬夫鄉
43°54′N 24°54′E / 43.900°N 24.900°E
烏達-克洛科喬夫鄉（羅馬尼亞語：Comuna Uda-Clocociov, Teleorman），是羅馬尼亞的鄉份，位於該國南部，由特列奧爾曼縣負責管轄，面積36平方公里，海拔高度39米，2007年人口1,890，人口密度每平方公里53人。